# Charles Henry Thompson
Charles Henry Thompson (Turlock, 23 de junho de 1870 — 1931) foi um botânico e micólogo norte-americano, com trabalho académico no Missouri Botanical Garden e mais tarde no Massachusetts Agricultural College.

## Biografia
O género Thompsonella Britton & Rose, da família Crassulaceae, é um epónimo dedicado à sua memória.